# Tassara
Tassara est une localité et une commune rurale du Niger, du département de Tassara, région de Tahoua.

## Géographie
Tassara est située route nationale 22 à 176 km au nord de Tchintabaraden.  
|      | Ingall  |                |
| Mali | Tassara | Ingall         |
|      | Tillia  | Tchintabaraden |

## Histoire
La commune rurale de Tassara est instaurée en 2002. Le poste administratif de Tassara instauré en 1971 est séparé du département de Tchintabaraden en 2011 et est érigé au statut départemental.

## Population
Lors du recensement général de 2012, la population communale est relevée à 24 457 habitants. La localité compte 1 965 habitants en 2012.

## Localités
La commune s'étend sur 83 localités.

## Services et infrastructures
- Centre de Santé Intégré (CSI) à Tassara, Aghazar, Azanag, Egawane et Tarissadat[5].
- Collège d'enseignement général (CEG) à Tassara,
- Collège d'enseignement technique (CET) à Tassara,
- Centre de formation des métiers (CFM) à Tassara.